# Van Weezer
Albums de Weezer
OK Human
(2021)
Van Weezer est le quinzième album du groupe Weezer, paru le 7 mai 2021 chez Atlantic.
Sorti un peu plus de trois mois après leur précédent album, bien qu'initialement prévu pour l'année précédente mais repoussé en raison de la pandémie de Covid-19, Van Weezer est caractérisé par sa sonorité tournée vers le hard rock ou le heavy metal, s'inspirant notamment de groupes tels que Kiss, Metallica, Black Sabbath ou bien Van Halen auquel le titre de l'album fait directement référence.
L'album coïncide avec la tournée prévue par le groupe en collaboration avec les groupes Fall Out Boy et Green Day, surnommée le Hella Mega Tour dont la première date est prévue pour juillet 2021 et qui se conclura par une tournée européenne au début de l'été suivant, elle-même repoussée de deux ans par rapport à sa date initiale,.
L'album reçoit des critiques plutôt positives au moment de sa sortie.

## Liste des morceaux
| 1.    | Hero                 | 3:57 |
| 2.    | All the Good Ones    | 2:44 |
| 3.    | The End of the Game  | 3:01 |
| 4.    | I Need Some of That  | 3:19 |
| 5.    | Beginning of the End | 3:31 |
| 6.    | Blue Dream           | 2:50 |
| 7.    | 1 More Hit           | 3:05 |
| 8.    | Sheila Can Do It     | 2:57 |
| 9.    | She Needs Me         | 2:52 |
| 10.   | Precious Metal Girl  | 2:50 |
| 30:53 |                      |      |